# Königskinder (1962)
Königskinder ist ein DEFA-Film von Frank Beyer aus dem Jahr 1962.

## Handlung
Magdalena und Michael sind Kinder von Berliner Arbeiterfamilien. Als Michael nach der Machtergreifung aufgrund seiner Untergrundarbeit in der KPD zu 15 Jahren Zuchthaus verurteilt wird, übernimmt Magdalena seine Aufgaben, fliegt aber schnell auf. Jürgen, ein ehemaliger Freund, der in die SA eingetreten ist, will Magdalena warnen, aber er spricht am Telefon nur mit ihrer Mutter, die seine Warnung nicht versteht, weil er nicht frei sprechen kann. Eher zufällig entkommt Magdalena den SA-Männern dennoch und taucht unter. Der zwangsweise am SA-Einsatz beteiligte Jürgen verzweifelt an der Situation.
Michael muss 1943 in einem Strafbataillon dienen. Hier trifft er Jürgen wieder, der inzwischen Unteroffizier geworden ist. Das Strafbataillon ist von gegenseitigem Misstrauen der Soldaten geprägt, auch Jürgen kann sich nicht zwischen Freude, den alten Freund wieder zu sehen, und Angst, deshalb aufzufallen, entscheiden. Auch zwischen den ehemaligen Freunden herrscht somit von Beginn an Misstrauen. Dennoch rettet Jürgen Michael das Leben, als dieser von einem Kameraden denunziert wird, weil er wissen wollte, was „Nicht schießen!“ auf Russisch heißt, ohne dass Michael um seine Rettung erfährt. In einem Schützengraben kommt es zu einem Streit zwischen Michael und Jürgen, der damit endet, dass Michael den alten Freund niederschlägt und zur Roten Armee überläuft. Kurz darauf kehrt er im Auftrag eines sowjetischen Kommandanten zurück und überredet seine Truppe, sich zu ergeben, und rettet sie damit vor einem massierten sowjetischen Angriff und dem sicheren Untergang. Hier erfährt Michael von Jürgen auch von der Rettung vor der Denunziation.
Michael hofft, Magdalena in Moskau zu finden, doch gerade als er und Jürgen nun wieder in Freundschaft vereint dort eintreffen, verlässt sie Moskau, um als Partisanin über Königsberg abzuspringen.

## Bemerkungen
Frank Beyer beschrieb die Geschichte selbst wie folgt: „Die Geschichte der Königskinder vollzieht sich in einer viel weiteren dramatischen Fabel. Sie schwingt von der einfachsten menschlichen Situation bis in die extreme dramatische Zuspitzung unter den Gesetzen des brutalen faschistischen Krieges.“, Frank Beyer in Progress-Dienst, Nr. 23/62